# Économie de l'Autriche
L'économie de l'Autriche est une économie développée et ses habitants comptent parmi les plus riches du monde quant au PIB PPA par habitant (en 2017, ce PIB était de pratiquement 50 000 US$ tandis que la moyenne mondiale est 17 000 US$, soit 3 fois moins élevé). Jusqu'aux années 1980, une large partie de l'industrie du pays était sous le contrôle de l'État. Cependant ces dernières années, de nombreuses privatisations ont réduit la participation de l'État à un niveau comparable aux autres économies européennes. Les mouvements ouvriers sont particulièrement fort en Autriche et ont une influence importante sur la politique du travail. L'économie de l'Autriche est marquée également par l'importance du tourisme. 

## Histoire
La fin de l'Autriche-Hongrie en 1918 entraîne une profonde crise économique qui fut enrayé par un sauvetage par la Société des Nations.
Dans les années 1950, les efforts de reconstruction de l'Autriche ont permis au pays d'atteindre un taux de croissance annuel moyen de plus de 5 % et de 4,5 % durant les années 1960. C'est au cours de cette période que le pays s'équipe de sa première centrale hydroélectrique, le barrage d'Ybbs-Persenbeug.
Durant les années 1995, 1996 et 1997, la croissance du pays est respectivement de 1,7 %, 2 % et 1,2 %. L'économie rebondit en 1998 avec un taux de croissance de 2,9 % et en 1999 avec 2,2 %.
Le 1er janvier 1999, la monnaie comptable de l'Autriche devient l'euro, et en janvier 2002, les billets et pièces en euros se substituent au schilling autrichien, créé en 1924.
La croissance a été régulière entre les années 2002 et 2006 variant entre 1 et 3,3 %.

## Analyse sectorielle

### Secteur secondaire
Avec un secteur important de la sous-traitance, l'Autriche est essentiellement un pays de petites et moyennes entreprises.
Les points forts de l'industrie autrichienne : 
- l'industrie chimique (cellulose, pétrochimie)
- l'industrie textile et de l'habillement (haut de gamme)
- l'industrie du papier et du carton-pâte (grâce aux ressources forestières très abondantes)
- l'industrie électrique et électronique (plus de 400 entreprises fabriquent des composants électriques ou électroniques, de la puce jusqu'à la centrale électrique livrée clés en main)
- l'industrie agro-alimentaire (a largement bénéficié de l'intégration européenne)
- l'industrie métallurgique et mécanique (le secteur phare, l'Autriche est un pays exportateur de machines-outils)

## Relation commerciale
L'Allemagne a toujours été le principal partenaire commercial de l'Autriche. Cependant, depuis son intégration à l'Union européenne en 1995, ses relations commerciales se sont développées avec les autres économies de l'Union européenne, ce qui a permis de réduire sa dépendance économique à l'Allemagne.